# ولف ۱۰۶۱
ولف ۱۰۶۱ یک ستاره است که در صورت فلکی مارافسای قرار دارد.